# Verticordia pritzelii
Verticordia pritzelii är en myrtenväxtart som beskrevs av Friedrich Ludwig Diels. Verticordia pritzelii ingår i släktet Verticordia och familjen myrtenväxter. Inga underarter finns listade i Catalogue of Life.